# Escola de Práxis
A Escola de Práxis ou Grupo Práxis era um círculo filosófico humanista marxista, cujos membros foram influenciados pelo marxismo ocidental.  Teve origem em Zagreb, na República Socialista Federativa da Iugoslávia, durante a década de 1960.
Teóricos proeminentes da escola incluem Gajo Petrović e Milan Kangrga de Zagreb e Mihailo Marković de Belgrado. De 1964 a 1974, eles publicaram o periódico marxista Praxis, que era conhecido como um dos principais periódicos internacionais em teoria marxista. O grupo também organizou a popular Escola de Verão de Korčula na ilha de Korčula.

## Princípios
Devido às tumultuadas condições sociopolíticas da década de 1960, a afirmação da teoria e da prática marxistas "autênticas", e seus aspectos humanistas e dialéticos em particular, era uma tarefa urgente para os filósofos que trabalhavam na República Socialista Federativa da Iugoslávia. Era necessário responder ao tipo de marxismo-leninismo modificado imposto pela Liga dos Comunistas da Iugoslávia (ver Titoísmo). Para vocalizar essa necessidade, o programa da Escola de Práxis foi definido na primeira emissão de Práxis (Por que Práxis?). Predrag Vranicki ("Sobre o Problema da Prática") e Danko Grlić ("Prática e Dogma") expandiram este programa na mesma edição. 
Os filósofos da Práxis consideravam o leninismo e o stalinismo apologéticos devido à sua natureza ad hoc. As teorias leninistas e stalinistas eram consideradas infiéis à teoria marxista, pois eram ajustadas de acordo com as necessidades da elite do partido e intolerantes à crítica ideológica.
As características definidoras da escola eram: 1) ênfase nos escritos do Jovem Marx; e 2) apelo à liberdade de expressão tanto no Oriente quanto no Ocidente, com base na insistência de Marx na crítica social implacável. Como Erich Fromm argumentou no seu prefácio à obra de Marković, Da Afluência à Práxis, a teoria dos teóricos da Práxis era "regressar ao Marx real em oposição ao Marx igualmente distorcido pelos social-democratas de direita e pelos stalinistas". 
Teóricos de diferentes escolas enfatizaram diferentes aspectos da teoria. Enquanto Gajo Petrović escreve sobre a filosofia como uma crítica radical de todas as coisas existentes, enfatizando a natureza essencialmente criativa e prática dos seres humanos, Mihailo Marković escreve sobre a alienação e a natureza dinâmica dos seres humanos. Milan Kangrga também enfatiza a criatividade, mas também a compreensão dos seres humanos como produtores que humanizam a natureza.
A Escola de Práxis criticou a implementação da autogestão socialista na Iugoslávia, argumentando que a expansão do poder burocrático na economia iugoslava ocorreu porque a autogestão dos trabalhadores iugoslavos não foi suficientemente implementada. 
Outra característica importante da teoria da Práxis é a incorporação da filosofia existencial na vertente da crítica social marxista da Práxis, liderada por Rudi Supek.
Organizar a Escola de Verão de Korčula e publicar a edição internacional da Práxis foram maneiras de promover a investigação aberta de acordo com esses postulados. A coleção de artigos de Erich Fromm de 1965 intitulada Humanismo Socialista: Um Simpósio Internacional foi de grande ajuda na promoção da Escola de Práxis no exterior. Até seis membros da escola Praxis publicaram artigos nesta coleção: Marković, Petrović, Danilo Pejović, Veljko Korać, Rudi Supek e Predrag Vranicki.
Embora a tolerância à dissidência do pensamento comunista ortodoxo concedida à Escola Praxis na Iugoslávia fosse incomum, ela tinha seus limites. Quando os estudantes da Universidade de Belgrado realizaram manifestações em massa em 1968 contra as más condições de vida, o autoritarismo, o desemprego e a Guerra do Vietnã, com o apoio de oito académicos associados à Escola de Práxis, Tito pediu que fossem despedidos, alegando que estavam a "corromper" os seus estudantes, embora os Oito de Belgrado (como ficaram conhecidos) se tenham mantido, por pouco, nos seus empregos. 

## O jornalPraxis
O jornal Práxis foi publicada por um grupo de teóricos da Práxis, principalmente dos departamentos de Filosofia e Sociologia da Universidade de Zagreb e do departamento de filosofia da Universidade de Belgrado.  Foi estabelecido como sucessor de um jornal político anterior, o Pogledi, que foi publicado em Zagreb por três anos na década de 1950 antes de ser dissolvido devido à repressão do Estado.  Práxis foi publicada em duas edições: iugoslava (em servo-croata) e estrangeira (em várias línguas).  A primeira edição da edição iugoslava foi publicada em 1º de setembro de 1964 e permaneceu em circulação até 1974. Quanto à edição estrangeira, foi publicada entre 1965 e 1973. Seus fundadores foram Branko Bošnjak, Danko Grlić, Milan Kangrga, Rudi Supek, Gajo Petrović, Predrag Vranicki, Danilo Pejović e Ivan Kuvačić . Os primeiros editores do periódico foram Petrović e Pejović, mas em 1966 Pejović renunciou à Práxis. Depois disso, Supek foi coeditor do periódico junto com Petrović. Em janeiro de 1974, Supek também renunciou e foi substituído por Kuvačić como coeditor da Práxis.
A Práxis ajudou a restaurar o potencial criativo do marxismo. Inspirou-se nas obras de Antonio Gramsci, Karl Korsch, Georg Lukács, Ernst Bloch, Herbert Marcuse, Erich Fromm e Lucien Goldmann. Os textos da revista apresentavam artigos de escritores do Oriente e do Ocidente. Os editores da Praxis tinham uma forte tendência a publicar artigos que iam contra a teoria e a práxis leninistas promovidas e aplicadas pela Liga dos Comunistas da Iugoslávia. Eles também defendiam a liberdade de expressão e de imprensa. De acordo com o membro da Práxis, Žarko Puhovski, os artigos da Práxis sobre áreas controversas, como política e ideologia, eram frequentemente disfarçados como escritos sobre tópicos mais abstratos, como estética ou ontologia. 

## Escola de Verão de Korčula
A Escola de Verão Korčula foi precedida por um simpósio organizado por Gajo Petrovic e Milan Kangrga no verão de 1963 em Dubrovnik. A escola de verão foi organizada pelos editores do jornal Praxis de 1964 a 1974 na ilha croata de Korčula, com exceção de 1966, quando o encontro foi cancelado devido aos intensos ataques da Liga dos Comunistas da Croácia.
A escola era um ponto de encontro de filósofos e críticos sociais do mundo inteiro. Alguns dos participantes proeminentes incluíram Ernst Bloch, Eugen Fink, Erich Fromm, Herbert Marcuse, Jürgen Habermas, Henri Lefebvre, Richard J. Bernstein e Shlomo Avineri, para citar alguns. Outros participantes notáveis incluíram AJ Ayer, Norman Birnbaum e Lucien Goldmann.  Outra peculiaridade é que um dos participantes era do Vaticano, o padre Gustav Wetter, o que atesta o fato de que a Escola de Verão de Korčula não era apenas um simpósio marxista — os participantes tinham interesses que iam da fenomenologia à teologia.
Os artigos produzidos durante o encontro foram publicados na revista no ano seguinte. A cada verão, o encontro se concentrava em um tópico específico:
- 1963: Progresso e Cultura (realizada em Dubrovnik)
- 1964: Significado e Perspectivas do Socialismo
- 1965: O que é História?
- 1966: cancelada devido aos intensos ataques da Liga dos Comunistas da Croácia
- 1967: Criatividade e Criação
- 1968: Marx e a Revolução
- 1969: Poder e Humanidade
- 1970: Hegel e Nosso Tempo (celebrando o aniversário de 200 anos do nascimento de Hegel)
- 1971: Utopia e Realidade
- 1972: Liberdade e Igualdade
- 1973: A Essência e os Limites da Sociedade Civil
- 1974: Arte em um Mundo Tecnologizado

## Supressão
Devido à sua natureza crítica — alguns ideólogos do partido se referiam aos editores e autores da Práxis como "anticomunistas profissionais" e "inimigos do socialismo autogestionário" — o periódico foi banido em diversas ocasiões. Em 1975, tornou-se impossível publicar o periódico devido às condições cada vez mais repressivas na Iugoslávia.
No mesmo ano, em janeiro, os mencionados Oito de Belgrado (Mihailo Marković, Ljubomir Tadić, Zagorka Golubović, Svetozar Stojanović, Miladin Životić, Dragoljub Mićunović, Nebojša Popov e Trivo Inđić) foram expulsos da Faculdade de Filosofia de Belgrado com base em uma decisão da Assembleia Sérvia. Alguns dos Oito lecionaram no exterior: Marković assumiu um cargo de meio período na Universidade da Pensilvânia, enquanto Stojanović trabalhou na Universidade da Califórnia, Berkeley e na Universidade do Kansas. Embora os praxistas de Zagreb tenham sido tratados com menos severidade, eles ainda enfrentaram restrições: Puhovski ficou impossibilitado de publicar por dois anos. Durante os anos seguintes, os praxistas organizaram reuniões clandestinas em casas particulares, que apelidaram de "Universidade Livre": no entanto, estas corriam o risco de serem interrompidas pela polícia. 

## RevistaPraxis International
Os membros da Práxis tentaram em diversas ocasiões retomar a publicação da Práxis e reabrir a Escola de Verão de Korčula. Seus esforços falharam, o que foi o principal motivo para vários membros da Praxis de Belgrado tentarem publicar o periódico no exterior. Eles conseguiram isso e, em abril de 1981, o periódico Praxis International foi editado e publicado em Oxford no espírito do periódico Práxis original. No entanto, nem todos os membros da Práxis apoiaram essa medida. Esta iniciativa foi apoiada por quatro membros do conselho editorial da Práxis: Supek, Marković, Tadić e Stojanović. A maioria dos teóricos da Praxis, no entanto, liderados por Kangrga, discordou com base no fato de que um periódico internacional com o mesmo nome ou nome semelhante ao periódico original reduziria as possibilidades de republicação do periódico dentro da Iugoslávia. Os primeiros coeditores da Praxis International foram Richard J. Bernstein e Mihailo Marković. A partir de 1986, os coeditores foram Seyla Benhabib e Svetozar Stojanović.
A Praxis International foi publicada até janeiro de 1994, quando continuou a ser publicada sob o nome Constellations: An International Journal of Critical and Democratic Theory.

## Consequências
À medida que as tensões interétnicas na Iugoslávia aumentavam, alguns dos praxistas de Belgrado se voltaram para o nacionalismo sérvio. Em 1986, Marković, Tadić e Golubović, juntamente com o escritor e associado da Praxis Dobrica Ćosić, assinaram uma petição em apoio aos sérvios do Kosovo, que fizeram alegações de que estavam sendo perseguidos pela comunidade étnica albanesa de lá: a petição implicava apoio à remoção do status autônomo da região. Marković também foi coautor do Memorando SANU, que foi descrito como o catalisador para a ascensão de Slobodan Milošević ao poder. 
Em 1990, a Praxis International publicou um artigo de Marković sobre Kosovo no qual ele afirmava que a alta taxa de natalidade entre a comunidade albanesa na província era uma conspiração de nacionalistas albaneses contra a população sérvia e que, apesar de sua pobreza, os albaneses do Kosovo historicamente tiveram apoio de aliados poderosos contra a comunidade sérvia, incluindo o Império Otomano, a Áustria-Hungria, a Itália, a Igreja Católica, o Reino Unido, o Comintern, os Estados Unidos, os pan-islâmicos, a Albânia e os burocratas do governo iugoslavo. Ele propôs uma redução no investimento financeiro na província e a introdução de um programa de planejamento familiar, "de uma forma gentil e psicologicamente aceitável, e pelos próprios albaneses, usando principalmente meios educacionais". Seyla Benhabib declarou posteriormente que a publicação do artigo foi a única decisão editorial da qual ela se arrependeu na Praxis International : em uma entrevista de 1999, ela explicou que, embora estivesse ciente das tensões no Kosovo, ela não tinha conhecimento sobre a situação, e a encomenda do artigo foi uma tentativa de remediar isso. Olhando para trás, ela destacou a invocação dos albaneses como uma ameaça demográfica no artigo como sua característica mais marcante: "Este é um pensamento neofascista clichê, um pensamento racista sobre um grupo oprimido. Você encontrará racistas em todos os lugares dizendo a mesma coisa". A eclosão das Guerras Iugoslavas logo depois criou uma cisão entre os praxistas de Belgrado e seus colaboradores ocidentais: nessa época, Marković havia sido nomeado vice-presidente do Partido Socialista da Sérvia de Milošević e atuou como seu ideólogo. Essa divisão acabou levando ao fim do periódico com seu nome original. 
Dos outros praxistas de Belgrado, Stojanović se tornou o principal conselheiro de Ćosić quando este foi nomeado presidente da República Federal da Iugoslávia por Milošević em 1992. Tadić e Mićunović formaram o Partido Democrata em 1990. Embora Tadić fosse um líder da oposição a Milošević na Sérvia, ele era um apoiador acrítico de Radovan Karadžić, o presidente da República Sérvia da Bósnia: em 1996, ele e Marković assinaram uma petição instando o Tribunal Penal Internacional para a ex-Iugoslávia a retirar as acusações contra Karadžić, descrevendo-o como "o verdadeiro líder de todos os sérvios".
No entanto, alguns dos praxistas de Belgrado mantiveram oposição à virada nacionalista: Popov fundou a liberal Aliança Cívica da Sérvia, enquanto Životić (que havia se afastado do marxismo em direção ao pós-estruturalismo na década de 1980) fundou o Círculo de Belgrado, uma ONG dedicada ao diálogo interétnico e ao ativismo pela paz, em colaboração com o protegido de Tito, que se tornou dissidente veterano, Milovan Đilas. Dos praxistas de Zagreb, Puhovski tornou-se um membro destacado do Comité Croata de Helsínquia e manifestou-se contra as campanhas de limpeza étnica do Exército Croata. 

## Influência
A influência da Escola de Práxis se dá principalmente por meio de seu legado intelectual como uma interpretação heterodoxa do marxismo. Essa interpretação tem sido popular entre marxistas e acadêmicos ocidentais, principalmente Marshall Berman, que faz referência ao grupo Práxis em suas principais obras. Muitos teóricos da práxis lecionaram em várias universidades na Europa e nos EUA. A abordagem Práxis era atraente para a academia ocidental devido à sua ênfase no Marx dialético e humanista.